# Gyrinocheilidae

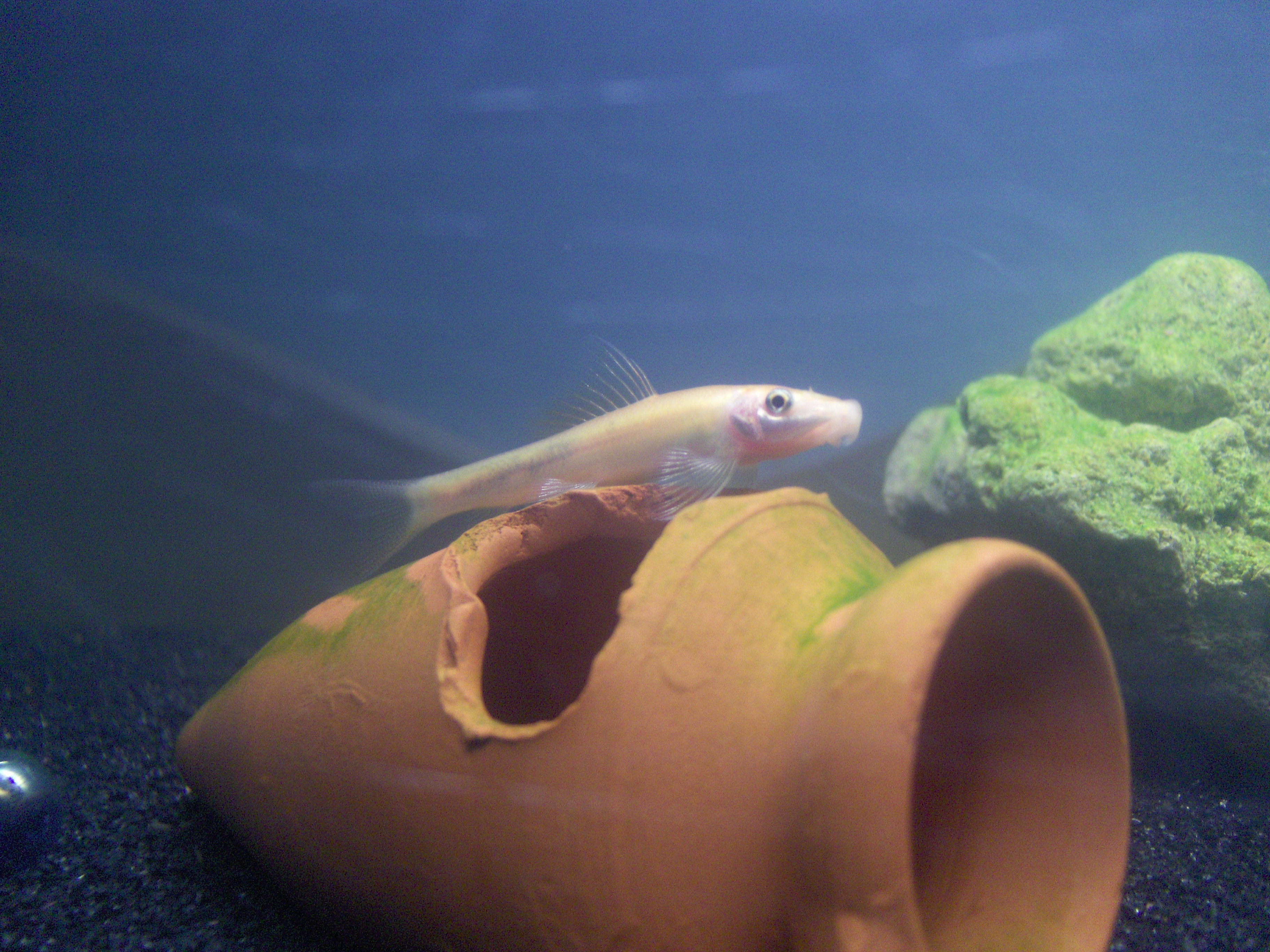
Gyrinocheilus aymonieri albino.

Gyrinocheilus o peces come-algas [cita requerida] es el único género de la familia Gyrinocheilidae de peces de río incluida en el orden Cypriniformes, 

## Distribución geográfica
Distribuidos por ríos de montaña del sudeste de Asia. Su nombre procede del griego: gyrinos (renacuajo) + cheilos (labio).

## Morfología
Con una longitud máxima descrita de unos 30 cm; no presentan dientes en la faringe, la boca está en posición inferior y es suctora con capacidad para palpar objetos; las branquias tienen dos pequeñas aberturas, la abertura de inhalación colocada en la parte superior comunicando con la cámara branquial: no poseen bigotes.

## Acuariología
Se alimentan exclusivamente de algas, por lo que son usados comúnmente en acuariología como peces limpiadores de acuarios que presentan crecimientos de algas, controlando así su proliferación.

## Especies
Existen solo tres especies en este género y familia:
- Familia Gyrinocheilidae:
  - Género Gyrinocheilus:
    - Gyrinocheilus aymonieri (Tirant, 1883)
    - Gyrinocheilus pennocki (Fowler, 1937)
    - Gyrinocheilus pustulosus (Vaillant, 1902)